# 自立浸信会
自立浸信會，是通常坚持保守（主要是基要主义）浸信会信仰的基督教派別。虽然有些自立浸信会拒绝联会，但各种自立浸信会联会已经建立。联会不是管理机构，只为联谊，各教会可自由加入和退出。

## 历史
现代自立浸信会起源于19世纪末和20世纪初，当时英国和美国一些地方浸信会对现代主义和自由主义神学渗入到浸信会全国性的联会感到忧虑。
为了应对这些问题，一些地方浸信会从原联会中脱离出来，建立了自立浸信会。在某个地方浸信会中，也会有更保守的成员因不满教会的妥协立场，决定离开地方教会，建立新的自立浸信会。
虽然有些自立浸信会拒绝形成联会，但现今已经成立了各种自立浸信会联会 ，例如，由 J. Frank Norris 于1933年在德克萨斯州沃思堡(Fort Worth)创立的“世界浸信会联会”（World Baptist Fellowship） 。后来，世界浸信会联会中的教义差异突显出来，于是1950年成立了“国际浸信会圣经联会”（Baptist Bible Fellowship International），1984年又成立了“国际自立浸信会联会”(Independent Baptist Fellowship International) 。此外，各种自立浸信会圣经学院也相继成立。

## 信仰和立场
信仰主要是浸信会和基要主义，拒绝接受除本地教会以外的更高的教会权威，非常强调以字面意思解释圣经，坚持圣经无误论，以及他们解释的无误性。时代论在自立浸信会中很常见。自立浸信会通常都坚持只使用钦定版圣经，这种立场被称为“唯钦定本主义”。自立浸信会反对与信仰不同的宗派搞普世教会合一运动。在着装方面，很多自立浸信会也会有要求，比如女性只能穿裙子。

## 性侵犯事件
2018年，美国一家报社《沃思堡星电报》(Fort Worth Star-Telegram) 进行的一项调查揭示了美国和加拿大的 187 个自立基要浸信会教会和机构中的 412 起性侵指控，其中一些案件的历史可以追溯到 1970 年代。该报称，总共发现有 168 名教会领袖被指控性侵儿童或被判犯性侵儿童罪。受访者告诉《星电报》，教会的牧师被视为上帝拣选的、不可指责的人，所以施虐者利用他们的权力和地位在心理上操纵和压制受害者。
2023年11月，《调查发现》频道 (Investigation Discovery) 推出了一部名为《让我们猎食：丑闻事工》的四集纪录片，深入揭露了自立浸信会中的性侵犯和掩盖行为。
调查发现，许多被指控的性侵者没有面临任何刑事指控。相反，这些教会领袖在其他牧师朋友的帮助下，经常被转移到发生性侵的城市以外的另一个教会。许多受害者报告说，她们感到羞耻和内疚，并且害怕站出来举报牧师。施虐者经常告诉受害者，如果他们举报性侵行为，他们就会被视为教会的害群之马，并被社死。

## 参阅
- 浸信会
- 美南浸信会
- 美北浸信会